# Lijst van planetoïden 81801-81900
| Naam               | Voorlopige naamgeving | Datum ontdekking | Locatie ontdekking | Ontdekker            |
| ------------------ | --------------------- | ---------------- | ------------------ | -------------------- |
| (81801) -          | 2000 KU3              | 27 mei 2000      | Socorro            | LINEAR               |
| (81802) -          | 2000 KN6              | 27 mei 2000      | Socorro            | LINEAR               |
| (81803) -          | 2000 KQ6              | 27 mei 2000      | Socorro            | LINEAR               |
| (81804) -          | 2000 KJ7              | 27 mei 2000      | Socorro            | LINEAR               |
| (81805) -          | 2000 KU7              | 27 mei 2000      | Socorro            | LINEAR               |
| (81806) -          | 2000 KJ8              | 27 mei 2000      | Socorro            | LINEAR               |
| (81807) -          | 2000 KU11             | 28 mei 2000      | Socorro            | LINEAR               |
| (81808) -          | 2000 KC13             | 28 mei 2000      | Socorro            | LINEAR               |
| (81809) -          | 2000 KB15             | 28 mei 2000      | Socorro            | LINEAR               |
| (81810) -          | 2000 KC16             | 30 mei 2000      | Socorro            | LINEAR               |
| (81811) -          | 2000 KR17             | 28 mei 2000      | Socorro            | LINEAR               |
| (81812) -          | 2000 KX18             | 28 mei 2000      | Socorro            | LINEAR               |
| (81813) -          | 2000 KV23             | 28 mei 2000      | Socorro            | LINEAR               |
| (81814) -          | 2000 KE31             | 28 mei 2000      | Socorro            | LINEAR               |
| (81815) -          | 2000 KP31             | 28 mei 2000      | Socorro            | LINEAR               |
| (81816) -          | 2000 KR32             | 28 mei 2000      | Socorro            | LINEAR               |
| (81817) -          | 2000 KH35             | 27 mei 2000      | Socorro            | LINEAR               |
| (81818) -          | 2000 KP35             | 27 mei 2000      | Socorro            | LINEAR               |
| (81819) -          | 2000 KS35             | 27 mei 2000      | Socorro            | LINEAR               |
| (81820) -          | 2000 KA38             | 24 mei 2000      | Kitt Peak          | Spacewatch           |
| (81821) -          | 2000 KF38             | 24 mei 2000      | Kitt Peak          | Spacewatch           |
| (81822) Jamesearly | 2000 KN38             | 27 mei 2000      | OCA-Anza           | M. White, M. Collins |
| (81823) -          | 2000 KP40             | 30 mei 2000      | Kitt Peak          | Spacewatch           |
| (81824) -          | 2000 KS41             | 27 mei 2000      | Socorro            | LINEAR               |
| (81825) -          | 2000 KG42             | 28 mei 2000      | Socorro            | LINEAR               |
| (81826) -          | 2000 KP42             | 28 mei 2000      | Socorro            | LINEAR               |
| (81827) -          | 2000 KM43             | 26 mei 2000      | Kitt Peak          | Spacewatch           |
| (81828) -          | 2000 KT44             | 28 mei 2000      | Kitt Peak          | Spacewatch           |
| (81829) -          | 2000 KF46             | 27 mei 2000      | Socorro            | LINEAR               |
| (81830) -          | 2000 KJ46             | 27 mei 2000      | Socorro            | LINEAR               |
| (81831) -          | 2000 KM46             | 27 mei 2000      | Socorro            | LINEAR               |
| (81832) -          | 2000 KV46             | 27 mei 2000      | Socorro            | LINEAR               |
| (81833) -          | 2000 KW46             | 27 mei 2000      | Socorro            | LINEAR               |
| (81834) -          | 2000 KX46             | 27 mei 2000      | Socorro            | LINEAR               |
| (81835) -          | 2000 KB47             | 27 mei 2000      | Socorro            | LINEAR               |
| (81836) -          | 2000 KX47             | 28 mei 2000      | Socorro            | LINEAR               |
| (81837) -          | 2000 KJ50             | 31 mei 2000      | Kitt Peak          | Spacewatch           |
| (81838) -          | 2000 KB51             | 29 mei 2000      | Socorro            | LINEAR               |
| (81839) -          | 2000 KO52             | 24 mei 2000      | Anderson Mesa      | LONEOS               |
| (81840) -          | 2000 KV52             | 25 mei 2000      | Anderson Mesa      | LONEOS               |
| (81841) -          | 2000 KT53             | 27 mei 2000      | Anderson Mesa      | LONEOS               |
| (81842) -          | 2000 KU53             | 27 mei 2000      | Anderson Mesa      | LONEOS               |
| (81843) -          | 2000 KX53             | 27 mei 2000      | Anderson Mesa      | LONEOS               |
| (81844) -          | 2000 KV54             | 27 mei 2000      | Socorro            | LINEAR               |
| (81845) -          | 2000 KG57             | 30 mei 2000      | Anderson Mesa      | LONEOS               |
| (81846) -          | 2000 KH58             | 24 mei 2000      | Anderson Mesa      | LONEOS               |
| (81847) -          | 2000 KO58             | 24 mei 2000      | Anderson Mesa      | LONEOS               |
| (81848) -          | 2000 KX58             | 24 mei 2000      | Anderson Mesa      | LONEOS               |
| (81849) -          | 2000 KH59             | 24 mei 2000      | Kitt Peak          | Spacewatch           |
| (81850) -          | 2000 KL60             | 25 mei 2000      | Anderson Mesa      | LONEOS               |
| (81851) -          | 2000 KO60             | 25 mei 2000      | Anderson Mesa      | LONEOS               |
| (81852) -          | 2000 KP60             | 25 mei 2000      | Anderson Mesa      | LONEOS               |
| (81853) -          | 2000 KW60             | 25 mei 2000      | Anderson Mesa      | LONEOS               |
| (81854) -          | 2000 KC61             | 25 mei 2000      | Anderson Mesa      | LONEOS               |
| (81855) -          | 2000 KO61             | 25 mei 2000      | Anderson Mesa      | LONEOS               |
| (81856) -          | 2000 KG62             | 26 mei 2000      | Anderson Mesa      | LONEOS               |
| (81857) -          | 2000 KV64             | 27 mei 2000      | Socorro            | LINEAR               |
| (81858) -          | 2000 KW64             | 27 mei 2000      | Socorro            | LINEAR               |
| (81859) Joetaylor  | 2000 KP69             | 29 mei 2000      | Socorro            | LINEAR               |
| (81860) -          | 2000 KA71             | 28 mei 2000      | Socorro            | LINEAR               |
| (81861) -          | 2000 KK71             | 28 mei 2000      | Socorro            | LINEAR               |
| (81862) -          | 2000 KD74             | 27 mei 2000      | Socorro            | LINEAR               |
| (81863) -          | 2000 KV74             | 27 mei 2000      | Socorro            | LINEAR               |
| (81864) -          | 2000 KX74             | 27 mei 2000      | Socorro            | LINEAR               |
| (81865) -          | 2000 KO75             | 27 mei 2000      | Socorro            | LINEAR               |
| (81866) -          | 2000 KO76             | 27 mei 2000      | Socorro            | LINEAR               |
| (81867) -          | 2000 KK77             | 27 mei 2000      | Socorro            | LINEAR               |
| (81868) -          | 2000 KZ77             | 27 mei 2000      | Socorro            | LINEAR               |
| (81869) -          | 2000 KY78             | 27 mei 2000      | Socorro            | LINEAR               |
| (81870) -          | 2000 LB1              | 1 juni 2000      | Črni Vrh           | Črni Vrh             |
| (81871) -          | 2000 LP3              | 4 juni 2000      | Socorro            | LINEAR               |
| (81872) -          | 2000 LO4              | 4 juni 2000      | Socorro            | LINEAR               |
| (81873) -          | 2000 LT4              | 5 juni 2000      | Socorro            | LINEAR               |
| (81874) -          | 2000 LJ5              | 5 juni 2000      | Socorro            | LINEAR               |
| (81875) -          | 2000 LU5              | 4 juni 2000      | Reedy Creek        | J. Broughton         |
| (81876) -          | 2000 LN7              | 5 juni 2000      | Socorro            | LINEAR               |
| (81877) -          | 2000 LQ7              | 5 juni 2000      | Socorro            | LINEAR               |
| (81878) -          | 2000 LY10             | 4 juni 2000      | Socorro            | LINEAR               |
| (81879) -          | 2000 LB11             | 4 juni 2000      | Socorro            | LINEAR               |
| (81880) -          | 2000 LP13             | 5 juni 2000      | Socorro            | LINEAR               |
| (81881) -          | 2000 LJ15             | 4 juni 2000      | Kitt Peak          | Spacewatch           |
| (81882) -          | 2000 LN15             | 5 juni 2000      | Kitt Peak          | Spacewatch           |
| (81883) -          | 2000 LP16             | 4 juni 2000      | Socorro            | LINEAR               |
| (81884) -          | 2000 LL17             | 7 juni 2000      | Socorro            | LINEAR               |
| (81885) -          | 2000 LC19             | 8 juni 2000      | Socorro            | LINEAR               |
| (81886) -          | 2000 LE21             | 8 juni 2000      | Socorro            | LINEAR               |
| (81887) -          | 2000 LS22             | 9 juni 2000      | Prescott           | P. G. Comba          |
| (81888) -          | 2000 LH23             | 1 juni 2000      | Anderson Mesa      | LONEOS               |
| (81889) -          | 2000 LZ23             | 1 juni 2000      | Socorro            | LINEAR               |
| (81890) -          | 2000 LV24             | 1 juni 2000      | Socorro            | LINEAR               |
| (81891) -          | 2000 LV26             | 5 juni 2000      | Anderson Mesa      | LONEOS               |
| (81892) -          | 2000 LQ29             | 4 juni 2000      | Haleakala          | NEAT                 |
| (81893) -          | 2000 LR29             | 4 juni 2000      | Haleakala          | NEAT                 |
| (81894) -          | 2000 LF31             | 6 juni 2000      | Kitt Peak          | Spacewatch           |
| (81895) -          | 2000 LP31             | 5 juni 2000      | Anderson Mesa      | LONEOS               |
| (81896) -          | 2000 LR32             | 4 juni 2000      | Socorro            | LINEAR               |
| (81897) -          | 2000 LS32             | 4 juni 2000      | Socorro            | LINEAR               |
| (81898) -          | 2000 LE33             | 4 juni 2000      | Kitt Peak          | Spacewatch           |
| (81899) -          | 2000 LH34             | 3 juni 2000      | Anderson Mesa      | LONEOS               |
| (81900) -          | 2000 LF35             | 1 juni 2000      | Haleakala          | NEAT                 |